# Erebia pallidiorstricta
Erebia pallidiorstricta är en fjärilsart som beskrevs av Wheeler 1903. Erebia pallidiorstricta ingår i släktet Erebia och familjen praktfjärilar. Inga underarter finns listade i Catalogue of Life.